# Pod Latiborskou hoľou
Pod Latiborskou hoľou je národní přírodní rezervace v oblasti NAPANT.
Nachází se v katastrálním území obce Jasenie v okrese Brezno v Banskobystrickém kraji. Území bylo vyhlášeno či novelizováno v letech 1964, 2006 na rozloze 161,2342 ha. Ochranné pásmo nebylo stanoveno.